# 663 Gerlinde
663 Gerlinde
663 Gerlinde là một tiểu hành tinh ở vành đai chính. Nó được August Kopff phát hiện ngày 24.6.1908 ở Heidelberg và được đặt theo tên Gerline, tên họ của phụ nữ Đức